# Gournay-Loizé
Gournay-Loizé foi uma comuna francesa na região administrativa da Nova Aquitânia, no departamento de Deux-Sèvres. Estendia-se por uma área de 23,23 km². Em 2010 a comuna tinha 898 habitantes (densidade: 38,7 hab./km²).
Em 1 de janeiro de 2017, passou a formar parte da comuna de Alloinay.